# Костадин Рачев
Костадин Георгиев Рачев с псевдоним Валентин Волгин е български комунистически активист.

## Биография
Костадин Рачев е роден на 15 август 1915 година в град Мехомия (от 1925 година Разлог), България. Дядо му е опълченец и се сражава на Шипка. Баща му Георги Рачев е участник в Септемврийското въстание от 1923 година. Костадин Рачев започва да учи славянска филология в Софийския университет, като работи за да се издържа. В този период публикува първите си стихотворения под псевдонима Валентин, които са посветени на Съветския съюз и комунистическата система. В 1931 година става член на Работническия младежки съюз в 1931 година, а по-късно е член и на ръководството на Съюза. Става член и на Българския общ народен студентски съюз.
След като завършва университета в 1936 година, започва работа като учител в Трета мъжка гимназия, а след това работи в Инспекцията по труда. Активист е на Българската комунистическа партия в Банишора. Рачев печата на циклостил информационните бюлетини на Индустриалния ремсов район - „Младежки седмичен преглед“ и „Младежки преглед“. За комунистическа дейност Рачев е уволнен и се връща в Разлог.
На 12 май 1944 година става нелегален и се опитва да установи връзка с Партизанския отряд „Никола Парапунов“. На 16 май е убит от партизани в местността Магарешки валог под връх Капатник в Рила.

## Памет
На Костадин Рачев е наречена улица в квартал „Фондови жилища“ в София (Карта).